# Abdel El-Saqua
Abdel Zaher El-Saqua (in arabo عبدالظاهر السقا‎?; Dakahlia, 30 gennaio 1974) è un dirigente sportivo ed ex calciatore egiziano, di ruolo difensore, direttore sportivo dell'Al-Masry.
È il calciatore africano con più presenze (295) nel campionato turco.

## Carriera

### Club
Muove i suoi primi passi nelle giovanili dell'El Mansoura, prima di trasferirsi in Turchia nel 1999, accordandosi con il Denizlispor. Esordisce nel campionato turco l'8 agosto contro l'Erzurumspor alla prima giornata. Dopo aver trascorso undici anni in Turchia, vestendo le maglie di Gençlerbirliği (di cui è stato capitano e con cui ha sollevato una Coppa di Turchia nel 2001), Konyaspor e Eskişehirspor, nel 2010 torna in Egitto, firmando con l'ENPPI, con cui nel 2011 vince una Coppa d'Egitto - nella finale vinta 2-1 contro lo Zamalek subisce un grave infortunio ad un ginocchio che lo tiene fermo diversi mesi - prima di ritirarsi nel 2012.

### Nazionale
Esordisce in nazionale l'8 giugno 1997 contro la Tunisia in un incontro di qualificazione ai Mondiali 1998. In totale conta 112 presenze e 4 reti con la selezione egiziana, con cui ha vinto tre edizioni della Coppa d'Africa.

## Dopo il ritiro
Il 24 luglio 2015 viene nominato direttore sportivo dell'El-Entag El-Harby. Il 1º settembre 2020 entra nei quadri dirigenziali dell'Al-Masry.

## Statistiche

### Presenze e reti nei club
Statistiche aggiornate al 11 ottobre 2011.
| Stagione              | Squadra               | Campionato            | Campionato | Campionato | Coppe nazionali | Coppe nazionali | Coppe nazionali | Coppe continentali | Coppe continentali | Coppe continentali | Altre coppe | Altre coppe | Altre coppe | Totale | Totale |
| Stagione              | Squadra               | Comp                  | Pres       | Reti       | Comp            | Pres            | Reti            | Comp               | Pres               | Reti               | Comp        | Pres        | Reti        | Pres   | Reti   |
| --------------------- | --------------------- | --------------------- | ---------- | ---------- | --------------- | --------------- | --------------- | ------------------ | ------------------ | ------------------ | ----------- | ----------- | ----------- | ------ | ------ |
| 1999-2000             | Denizlispor           | SL                    | 27         | 3          | TK              | 1               | 0               | -                  | -                  | -                  | -           | -           | -           | 28     | 3      |
| 2000-2001             | Denizlispor           | SL                    | 29         | 2          | TK              | 2               | 0               | -                  | -                  | -                  | -           | -           | -           | 31     | 2      |
| 2001-gen. 2002        | Denizlispor           | SL                    | 10         | 0          | TK              | 0               | 0               | Int                | 0                  | 0                  | -           | -           | -           | 10     | 0      |
| Totale Denizlispor    | Totale Denizlispor    | Totale Denizlispor    | 66         | 5          |                 | 3               | 0               |                    | -                  | -                  |             | -           | -           | 69     | 5      |
| gen.-giu. 2002        | Gençlerbirliği        | SL                    | 14         | 0          | TK              | -               | -               | CU                 | -                  | -                  | -           | -           | -           | 14     | 0      |
| 2002-2003             | Gençlerbirliği        | SL                    | 30         | 3          | TK              | 4               | 1               | -                  | -                  | -                  | -           | -           | -           | 34     | 4      |
| 2003-2004             | Gençlerbirliği        | SL                    | 26         | 1          | TK              | 3               | 0               | CU                 | 8                  | 0                  | -           | -           | -           | 37     | 1      |
| 2004-2005             | Gençlerbirliği        | SL                    | 29         | 3          | TK              | 0               | 0               | CU                 | 4                  | 0                  | -           | -           | -           | 33     | 3      |
| 2005-2006             | Konyaspor             | SL                    | 26         | 4          | TK              | 2               | 0               | -                  | -                  | -                  | -           | -           | -           | 28     | 4      |
| 2006-2007             | Konyaspor             | SL                    | 32         | 0          | TK              | 4               | 0               | -                  | -                  | -                  | -           | -           | -           | 36     | 0      |
| nov. 2007             | Konyaspor             | SL                    | 9          | 0          | TK              | 0               | 0               | -                  | -                  | -                  | -           | -           | -           | 9      | 0      |
| Totale Konyaspor      | Totale Konyaspor      | Totale Konyaspor      | 67         | 4          |                 | 6               | 0               |                    | -                  | -                  |             | -           | -           | 73     | 4      |
| gen.-giu. 2008        | Gençlerbirliği        | SL                    | 16         | 0          | TK              | 7               | 0               | -                  | -                  | -                  | -           | -           | -           | 23     | 0      |
| 2008-gen. 2009        | Gençlerbirliği        | SL                    | 10         | 0          | TK              | 0               | 0               | -                  | -                  | -                  | -           | -           | -           | 10     | 0      |
| Totale Gençlerbirliği | Totale Gençlerbirliği | Totale Gençlerbirliği | 125        | 7          |                 | 14              | 1               |                    | 12                 | 0                  |             | -           | -           | 151    | 8      |
| gen.-giu. 2009        | Eskişehirspor         | SL                    | 14         | 1          | TK              | 1               | 0               | -                  | -                  | -                  | -           | -           | -           | 15     | 1      |
| 2009-2010             | Eskişehirspor         | SL                    | 23         | 0          | TK              | 1               | 0               | -                  | -                  | -                  | -           | -           | -           | 24     | 0      |
| Totale Eskişehirspor  | Totale Eskişehirspor  | Totale Eskişehirspor  | 37         | 1          |                 | 2               | 0               |                    | -                  | -                  |             | -           | -           | 39     | 1      |
| 2010-2011             | ENPPI                 | PL                    | 24         | 1          | CE              | 2               | 0               | -                  | -                  | -                  | -           | -           | -           | 26     | 1      |
| 2011-2012             | ENPPI                 | PL                    | 0          | 0          | -               | -               | -               | CC                 | 0                  | 0                  | -           | -           | -           | 0      | 0      |
| Totale ENPPI          | Totale ENPPI          | Totale ENPPI          | 24         | 1          |                 | 2               | 0               |                    | 0                  | 0                  |             | -           | -           | 26     | 1      |
| Totale carriera       | Totale carriera       | Totale carriera       | 319        | 18         |                 | 27              | 1               |                    | 12                 | 0                  |             | -           | -           | 358    | 19     |

### Cronologia presenze e reti in nazionale
| Cronologia completa delle presenze e delle reti in nazionale ― Egitto | Cronologia completa delle presenze e delle reti in nazionale ― Egitto | Cronologia completa delle presenze e delle reti in nazionale ― Egitto | Cronologia completa delle presenze e delle reti in nazionale ― Egitto | Cronologia completa delle presenze e delle reti in nazionale ― Egitto | Cronologia completa delle presenze e delle reti in nazionale ― Egitto | Cronologia completa delle presenze e delle reti in nazionale ― Egitto | Cronologia completa delle presenze e delle reti in nazionale ― Egitto |
| Data                                                                  | Città                                                                 | In casa                                                               | Risultato                                                             | Ospiti                                                                | Competizione                                                          | Reti                                                                  | Note                                                                  |
| --------------------------------------------------------------------- | --------------------------------------------------------------------- | --------------------------------------------------------------------- | --------------------------------------------------------------------- | --------------------------------------------------------------------- | --------------------------------------------------------------------- | --------------------------------------------------------------------- | --------------------------------------------------------------------- |
| 8-6-1997                                                              | Il Cairo                                                              | Egitto                                                                | 0 – 0                                                                 | Tunisia                                                               | Qual. Mondiali 1998                                                   | -                                                                     |                                                                       |
| 12-6-1997                                                             | Seul                                                                  | Corea del Sud                                                         | 3 – 1                                                                 | Egitto                                                                | Amichevole                                                            | -                                                                     |                                                                       |
| 14-6-1997                                                             | Suwon                                                                 | Jugoslavia                                                            | 0 – 0                                                                 | Egitto                                                                | Amichevole                                                            | -                                                                     |                                                                       |
| 16-6-1997                                                             | Seul                                                                  | Egitto                                                                | 2 – 0                                                                 | Ghana                                                                 | Amichevole                                                            | -                                                                     | 46’                                                                   |
| 21-6-1997                                                             | Rabat                                                                 | Marocco                                                               | 1 – 0                                                                 | Egitto                                                                | Qual. Coppa d'Africa 1998                                             | -                                                                     |                                                                       |
| 13-7-1997                                                             | Il Cairo                                                              | Egitto                                                                | 2 – 0                                                                 | Senegal                                                               | Qual. Coppa d'Africa 1998                                             | -                                                                     | 46’                                                                   |
| 18-12-1997                                                            | Assuan                                                                | Egitto                                                                | 7 – 2                                                                 | Togo                                                                  | Amichevole                                                            | 1                                                                     | Ingresso                                                              |
| 20-12-1997                                                            | Assuan                                                                | Egitto                                                                | 1 – 2                                                                 | Algeria                                                               | Amichevole                                                            | -                                                                     | Ingresso                                                              |
| 22-12-1997                                                            | Il Cairo                                                              | Egitto                                                                | 2 – 0                                                                 | Camerun                                                               | Amichevole                                                            | -                                                                     | 60’                                                                   |
| 27-1-1998                                                             | Bangkok                                                               | Egitto                                                                | 0 – 2                                                                 | Corea del Sud                                                         | Amichevole                                                            | -                                                                     |                                                                       |
| 29-1-1998                                                             | Bangkok                                                               | Egitto                                                                | 2 – 0                                                                 | Danimarca                                                             | Amichevole                                                            | -                                                                     |                                                                       |
| 31-1-1998                                                             | Bangkok                                                               | Corea del Sud                                                         | 1 – 1 (5 – 4 dtr)                                                     | Egitto                                                                | Amichevole                                                            | -                                                                     |                                                                       |
| 10-2-1998                                                             | Bobo-Dioulasso                                                        | Egitto                                                                | 2 – 0                                                                 | Mozambico                                                             | Coppa d'Africa 1998 - 1º turno                                        | -                                                                     | 71’                                                                   |
| 13-2-1998                                                             | Bobo-Dioulasso                                                        | Egitto                                                                | 4 – 0                                                                 | Zambia                                                                | Coppa d'Africa 1998 - 1º turno                                        | -                                                                     | 48’                                                                   |
| 17-2-1998                                                             | Ouagadougou                                                           | Marocco                                                               | 1 – 0                                                                 | Egitto                                                                | Coppa d'Africa 1998 - 1º turno                                        | -                                                                     |                                                                       |
| 21-2-1998                                                             | Ouagadougou                                                           | Costa d'Avorio                                                        | 0 – 0 dts (4 – 5 dtr)                                                 | Egitto                                                                | Coppa d'Africa 1998 - Quarti di finale                                | -                                                                     |                                                                       |
| 28-2-1998                                                             | Ouagadougou                                                           | Sudafrica                                                             | 0 – 2                                                                 | Egitto                                                                | Coppa d'Africa 1998 - Finale                                          | -                                                                     | 55’                                                                   |
| 16-9-1998                                                             | Il Cairo                                                              | Egitto                                                                | 0 – 0                                                                 | Costa d'Avorio                                                        | Amichevole                                                            | -                                                                     |                                                                       |
| 23-9-1998                                                             | Tallinn                                                               | Estonia                                                               | 2 – 2                                                                 | Egitto                                                                | Amichevole                                                            | 1                                                                     |                                                                       |
| 29-9-1998                                                             | Kumanovo                                                              | Macedonia                                                             | 2 – 2                                                                 | Egitto                                                                | Amichevole                                                            | -                                                                     |                                                                       |
| 28-10-1998                                                            | Osaka                                                                 | Giappone                                                              | 1 – 0                                                                 | Egitto                                                                | Amichevole                                                            | -                                                                     |                                                                       |
| 16-12-1998                                                            | Città del Capo                                                        | Sudafrica                                                             | 2 – 1                                                                 | Egitto                                                                | Amichevole                                                            | -                                                                     |                                                                       |
| 27-12-1998                                                            | Kuwait City                                                           | Kuwait                                                                | 1 – 1                                                                 | Egitto                                                                | Amichevole                                                            | -                                                                     |                                                                       |
| 16-2-1999                                                             | Hong Kong                                                             | Egitto                                                                | 3 – 1                                                                 | Bulgaria                                                              | Lunar New Year Cup 1999 - Semifinale                                  | 1                                                                     |                                                                       |
| 19-2-1999                                                             | Hong Kong                                                             | Messico                                                               | 3 – 0                                                                 | Egitto                                                                | Amichevole                                                            | -                                                                     |                                                                       |
| 30-3-1999                                                             | Liegi                                                                 | Belgio                                                                | 0 – 1                                                                 | Egitto                                                                | Amichevole                                                            | -                                                                     | 89’                                                                   |
| 13-6-1999                                                             | Seul                                                                  | Croazia                                                               | 2 – 2                                                                 | Egitto                                                                | Amichevole                                                            | -                                                                     |                                                                       |
| 15-6-1999                                                             | Seul                                                                  | Corea del Sud                                                         | 0 – 0                                                                 | Egitto                                                                | Amichevole                                                            | -                                                                     |                                                                       |
| 18-6-1999                                                             | Seul                                                                  | Messico                                                               | 2 – 0                                                                 | Egitto                                                                | Amichevole                                                            | -                                                                     |                                                                       |
| 9-6-2000                                                              | Teheran                                                               | Egitto                                                                | 0 – 1                                                                 | Corea del Sud                                                         | Amichevole                                                            | -                                                                     |                                                                       |
| 29-1-2004                                                             | Susa                                                                  | Algeria                                                               | 2 – 1                                                                 | Egitto                                                                | Coppa d'Africa 2004 - 1º turno                                        | -                                                                     | 78’                                                                   |
| Totale                                                                |                                                                       | Presenze                                                              | 31                                                                    |                                                                       | Reti                                                                  | 1                                                                     |                                                                       |

### Record
- Calciatore africano con più presenze (295) nel campionato turco.[1]

## Palmarès

### Club

#### Competizioni nazionali
- Coppa di Turchia: 1

Gençlerbirliği: 2000-2001
- Coppa d'Egitto: 1

ENPPI: 2010-2011

### Nazionale
- Coppa d'Africa: 3

1998, 2006, 2010